# Pindara laetabilis
Pindara laetabilis är en fjärilsart som beskrevs av Achille Guenée 1852. Pindara laetabilis ingår i släktet Pindara och familjen nattflyn. Inga underarter finns listade i Catalogue of Life.